# United States District Court for the Eastern District of Texas

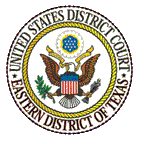
Siegel des United States District Court for the Eastern District of Texas

Das United States District Court for the Eastern District of Texas (in Fallzitaten E.D. Tex.) ist ein Bundesgericht im Fifth Circuit. Der Bezirk wurde am 21. Februar 1857 mit der Aufteilung des Staates in einen östlichen und westlichen Bezirk eingerichtet. Im Eastern District of Texas werden derzeit die meisten Patentfälle des Landes verhandelt und die Zahl der eingereichten Fälle im Zusammenhang mit Patentverletzungen hat stark zugenommen. Besonders weil der Bezirk eine Reihe von lokalen Regeln für Patentfälle, Patentfreundliche Richter und relativ schnelle Prozesseinstellungen hat, sind Patentkläger zu diesem kleinen Gerichtsort geströmt.